# Lara Izagirre Garizurieta
Lara Izagirre Garizurieta (Amorebieta, Biscaia, 10 de setembre de 1985) és una guionista, directora i productora de cinema basca.

## Biografia
Lara Izagirre després d'obtenir la Llicenciatura en Comunicació Audiovisual de la UPV/EHU, marxa a Nova York per a completar els seus estudis i cursa els Aspectes de la Producció Cinematogràfica en NYFA, (Nova York Film Academy). El seu següent destí és Barcelona on estudia un Màster de Guió a l'ESCAC (Escola Superior de Cinema i Audiovisuals de Catalunya) i inicia el guió del que serà el seu primer llargmetratge: Un otoño sin Berlín.
En 2010 posa en marxa Gariza (productora de cinema) i a partir d'enguany, escriu guions, dirigeix i produeix documentals i curtmetratges. La seva primera pel·lícula, Un otoño sin Berlín, s va estrenar en 2015 en la 63 edició del Festival Internacional de Cinema de Sant Sebastià.

## Filmografia
Guió, direcció i producció
- Bicycle Poem (2010).
- KEA (2011).
- Next Stop: Greenland (2012).
- Sormenaren Bide Ezkutuak (2013).
- Larroxa (2013).
- Un otoño sin Berlín (2015).
- Nora (2020).

## Col·laboracions
- Errementari
- Vitoria, 3 de marzo
- Muga deitzen da pausoa
- Bayandalai
- Una ventana al mar (pròximament).

## Premis i distincions
Festival Internacional de Cinema de Sant Sebastià
| Any  | Categoria                                   | Pel·lícula          | Resultat  |
| ---- | ------------------------------------------- | ------------------- | --------- |
| 2015 | Premi Irizar al Cinema Basc-Menció especial | Un otoño sin Berlín | Guanyador |

- A la pel·lícula 'Un Otoño sin Berlín', se li van concedir tres premis en el Festival Francès Annecy Cinéma Espagnol. El Cristall per llargmetratge, Premi del Jurat Juvenil i el Premi del Departament de l'Alta Savoia.
- Irene Escolar guanya el Goya a la millor actriu revelació el 2016 pel seu treball a Un Otoño sin Berlín.[7]
- Primer Premi pel documental “Next Stop: Greenland” el 2013 al Festival BCN Sports Films Festival, en l'apartat de cinema-aventura.
- Millor pel·lícula en el Festival Moscow International Vertical Festival 2013.